# Isabel Andreu de Aguilar

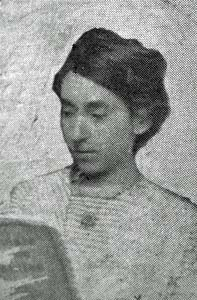
Isabel Andreu de Aguilar

Isabel Andreu de Aguilar  (* 15. November 1887 in Fajardo (Puerto Rico); † 7. April 1948 in Puerto Rico) war eine puerto-ricanische Schriftstellerin, Pädagogin, Frauenrechtlerin und Philanthropin. Sie war die erste Frau, die in das Kuratorium der Carnegie-Bibliothek und in das Kuratorium der Universität von Puerto Rico berufen wurde.

## Leben und Werk
Andreu wurde als Isabel Andreu y Blanco als Tochter von Cristóbal Andreu Comendador und Blanca Irene Blanco Guzmán geboren, in der Zeit, als die Insel ein Verwaltungsbezirk von Spanien war. Ihre Mutter war eine gebürtige Puertoricanerin. Ihr Vater stammte aus Mallorca und wurde Bürgermeister von Fajardo (Puerto Rico). Nach dem Besuch der Grundschule erhielt sie 1902 ein Stipendium und schloss 1907 als eine der ersten Absolventinnen die Escuela Normal an der Universität von Puerto Rico ab. Sie unterrichtete als Lehrerin dann an der der Universität angeschlossenen Musterschule, anschließend ab 1908 in Fajardo. 1910 heiratete sie den Lehrer Teodoro Aguilar Mora.
Als 1917 die Carnegie-Bibliothek gegründet wurde, wurde sie in den Vorstand berufen. Im selben Jahr wurde sie Vizepräsidentin der von Ana Roqué gegründeten Liga Femínea Puertorriqueña. Die Liga setzte sich für das Wahlrecht für Frauen ein. 1921 änderte die Organisation ihren Namen in La Liga Social Sufragista. 1924 trat Andreu zusammen mit Rosario Bellber, Maria Cadilla de Martínez, Luisa Callejo, Beatriz Lasalle, Ana López de Vélez, Roqué und Amina Tió de Malaret wegen ideologischer Differenzen aus der Liga aus. Im folgenden Jahr gründeten Roqué und Andreu die Asociación Puertorriqueña de Mujeres Sufragistas. Die ideologische Spaltung war durch die Frage entstanden, ob das Wahlrecht auf alle Frauen ausgeweitet oder ob es auf gebildete Frauen beschränkt werden sollte. Andreu und Roqué favorisierten Bildung als Voraussetzung für das Wahlrecht.
1925 wurde Andreu als Mitglied des Direktoriums der Universität von Puerto Rico berufen. 1929 wurde Andreu zur Präsidentin der Vereinigung der Frauenrechtlerinnen gewählt, und es wurde ein Gesetz verabschiedet, das Frauen über 21 Jahren, die lesen und schreiben konnten, das Stimmrecht gewährte. Danach änderte die puerto-ricanische Vereinigung der weiblichen Suffragetten ihren Namen in Insular Association of Women Voters, die bis 1932 von Andreu geleitet wurde.
1932 kandidierte Andreu als erste Frau als Senatorin für die Liberale Partei. Nachdem sie die Wahl verloren hatte, studierte sie und erhielt 1935 einen Bachelor-Abschluss in Pädagogik an der Universität von Puerto Rico. Anschließend studierte sie Soziologie an der Columbia University und graduierte mit einem Master of Arts in Erwachsenenbildung. 1936 gründeten Andreu, Cadilla und andere Frauen die Association of Women Graduates of the University of Puerto Rico. Während der 1930er und 1940er Jahre setzte sie ihre Treuhänderschaften mit der Bibliothek und der Universität fort und schrieb zu Themen, die von Bildung über Frauenrechte bis hin zu Alphabetisierung von Erwachsenen reichten.
Andreu starb im Alter von 60 Jahren und posthum erhielt ein Gebäude an der Universität von Puerto Rico ihren Namen. Die Calle Isabel Andreu de Aguilar in San Juan wurde nach ihr benannt.